# Crociata del 1239
La crociata dei baroni del 1239-1241 fu una crociata promossa dalla Chiesa in Terra santa per aiutare gli stati crociati nella loro lotta contro i vicini domini ayyubidi. Nel corso di questa campagna militare ebbero luogo due importanti spedizioni, conosciute storicamente con il nome di crociata di Teobaldo di Champagne e crociata di Riccardo di Cornovaglia. Il termine "crociata dei baroni" si deve alla partecipazione di un gran numero di nobili francesi e inglesi, i quali non erano però guidati dai rispettivi monarchi.
Sebbene le due campagne si siano concluse con i maggiori guadagni territoriali per gli stati crociati cristiani compiuti sin dai tempi della prima crociata (1099), la crociata dei baroni non viene annoverata nel tradizionale conteggio delle crociate. Cronologicamente, essa può essere classificata tra la quinta (1217-1229) e la settima crociata (1248-1250). La principale causa del successo dei cristiani non va ascritta a spettacolari successi riportati in battaglia né a un'abile strategia diplomatica, ma fu dovuta principalmente al dissenso dei capi musulmani.

## Contesto storico

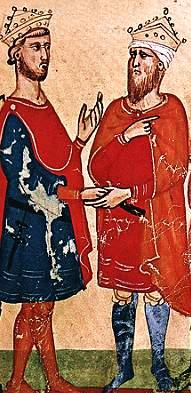
L'imperatore Federico II di Svevia incontra il sultano ayyubide al-Malik al-Kamil, con il quale firmò nel 1229 un trattato di pace dalla durata decennale. Illustrazione tratta da un codice miniato

Il matrimonio dell'erede al trono di Gerusalemme, Isabella di Brienne, con l'imperatore Federico II garantì a quest'ultimo il titolo reale di Gerusalemme dal 1225. Nel 1229, durante la sesta crociata a cui partecipò Federico, l'imperatore concluse il trattato di pace di Giaffa con il sultano ayyubide d'Egitto e Siria, al-Kamil, concedendo, tra le altre cose, ai cristiani il possesso della città di Gerusalemme senza combattere. Poiché all'epoca Federico era soggetto alla scomunica e il papa aveva condannato la sua crociata, il trattato di Giaffa non fu riconosciuto né dalla Chiesa né dai baroni d'Outremer, preoccupati dalla politica accentratrice dell'imperatore. Solo quando papa Gregorio IX e Federico II appianarono temporaneamente le loro divergenze nel secondo trattato di San Germano, nel luglio 1230, e la scomunica fu revocata, l'accordo divenne vincolante per gli Stati crociati e la tregua di dieci anni in esso concordata fu riconosciuta.
Altrettanto scontenti furono inoltre i musulmani, con gli imam di Damasco che condannarono pubblicamente il gesto compiuto dal sultano al-Kamil. La difesa compiuta da quest'ultimo, il quale affermò che in realtà la sua fazione guidava ancora strategicamente la provincia a seguito della firma del trattato non convinse nessuno.

## Chiamata e preparativi
La scadenza della tregua concordata a Giaffa era prevista per l'agosto del 1239. Una volta insediatisi a Gerusalemme, i cristiani faticarono tuttavia a imporre la propria presenza, subendo spesso attacchi sobillati dai predicatori delle moschee locali. Le mura cittadine versavano in uno stato precario e la stessa via di pellegrinaggio, che congiungeva tramite una sottile linea di terra la costa a Gerusalemme ai sensi dell'accordo del 1229, veniva ritenuta decisamente poco sicura. Peraltro, la tregua conclusa non riguardava quanto situato a nord del regno di Gerusalemme.
Nella speranza di inviare nuovi rinforzi in Terra Santa, nel settembre 1234 papa Gregorio IX inviò una lettera al popolo inglese per chiedere una nuova crociata. Nel novembre dello stesso anno seguì anche un appello alla crociata rivolto al popolo francese, mentre a tutto il clero fu caldamente sollecitato di predicare l'arruolamento di nuove reclute. Come per la quinta crociata, il papa promise un'indulgenza non solo a coloro che parteciparono alla guerra, ma anche a coloro che contribuirono alle spese senza andarci personalmente.
Nella predicazione delle crociate, il Santo Padre si affidò in particolare all'Ordine domenicano, che poteva agire direttamente secondo le direttive romane e in modo largamente indipendente dalle condizioni e dagli interessi locali, così da rendere possibile un controllo centralizzato del reclutamento. Un problema organizzativo, tuttavia, era rappresentato dal fatto che l'Impero latino di Costantinopoli chiese contemporaneamente aiuto per contrastare una coalizione composta dallo zar di Bulgaria Giovanni Asen II e dall'imperatore di Nicea. Ciò impose una divisione delle risorse che però non fu sfruttata dai musulmani, complice la politica pacifica adottata dal sultano al-Kamil. Malgrado le avversità, la predicazione per la crociata d'oltremare ebbe alla fine un tale successo che nel settembre 1235 il papa dovette ordinare ai prelati di Francia di assicurarsi che la partenza avvenisse non prima del luglio 1239.
Sebbene il numero dei volontari fosse elevato e la crociata contro il movimento eretico cataro nel sud della Francia, conclusa da tempo, non impegnasse più fondi, il finanziamento rimaneva comunque problematico. La Chiesa quindi istituì tasse e collette speciali, alcune delle quali mascherate sotto la categoria delle donazioni, sin dal giugno del 1235. Ad ogni singola diocesi fu assegnato un cavaliere crociato, per il cui equipaggiamento dovevano essere fatte delle collette.

## La crociata di Teobaldo di Champagne

### Partenza
Mentre i monarchi di Francia e Inghilterra non erano disposti a guidare la crociata per motivi politici, pur essendosi dichiarati propensi a favorire il reclutamento dei propri sudditi, la nobiltà di entrambi i paesi continuò a essere molto ricettiva all'idea della crociata. Sebbene nel pontificato di Gregorio IX numerose altre imprese crociate fossero equiparate in tutto o in parte al viaggio a Gerusalemme dal diritto canonico, la crociata in Terra Santa continuò a essere considerata particolarmente attraente dai destinatari. In Francia, in particolare, un gran numero di baroni si sentì motivato a compiere un "pellegrinaggio armato". Alcuni dei baroni che presero la croce erano stati coinvolti in una fallita ribellione contro la reggenza della regina madre, Bianca di Castiglia, negli anni precedenti e furono spinti dal clero francese a fare penitenza sotto forma di partecipazione alla crociata.
Nel luglio 1239 si radunò a Lione un grande esercito composto da cavalieri francesi guidati da importanti baroni, tra cui Pietro I Mauclerc, l'ex duca di Bretagna, il conte Teobaldo IV di Champagne, che fu anche re di Navarra dal 1234 come Teobaldo I, il duca Ugo IV di Borgogna, il conte Amalrico VII di Montfort, che era anche connestabile di Francia, il conte Enrico II di Bar e molti altri. Teobaldo era animato dal desiderio di proporsi come sovrano della Palestina, di cui si considerava signore, in nome di suo figlio, motivo per cui promosse la spedizione proponendosi come principale portavoce. Inizialmente i francesi avevano previsto di spostarsi in Puglia e di salpare da Brindisi verso l'Outremer. Tuttavia, la situazione politica in Italia, in particolare in Lombardia, era cambiata durante i mesi estivi, dopo che l'imperatore Federico II era stato nuovamente scomunicato per via della sua politica accentratrice nel maggio 1239 e il conflitto permanente con il papa era tornato a farsi sentire. I continui preparativi per le imminenti battaglie, sia da parte papale che imperiale, impedirono un effettivo sostegno alla crociata in Italia. L'imperatore temeva che i cisalpini si sarebbero coalizzati con quelli di Outremer contro di lui e confidava ancora nella possibilità di giungere a una soluzione diplomatica del conflitto con il sultano al-Kamil. I nobili francesi non erano tuttavia propensi a una soluzione del genere, motivo per cui Federico II decise di intimarli a partire dopo il mese di agosto del 1239, alla scadenza della decennale tregua stipulata con i musulmani in Terra Santa. Ciò spinse i crociati a partire dal non ancora sviluppato porto mediterraneo di Aigues-Mortes, o comunque, come fece il grosso dei combattenti, da Marsiglia, anche se questo luogo apparteneva al territorio imperiale. Qualche fortunato riuscì comunque a raggiungere Brindisi oppure partì da uno dei porti della Linguadoca. La traversata si rivelò problematica, poiché la flotta si disperse in una tempesta e alcune navi furono costrette addirittura a tornare a ovest, in Sicilia. Teobaldo di Navarra-Champagne raggiunse San Giovanni d'Acri il 1º settembre 1239, dove nei giorni successivi arrivò anche il resto della flotta.

### Consiglio crociato e situazione politica dell'Outremer

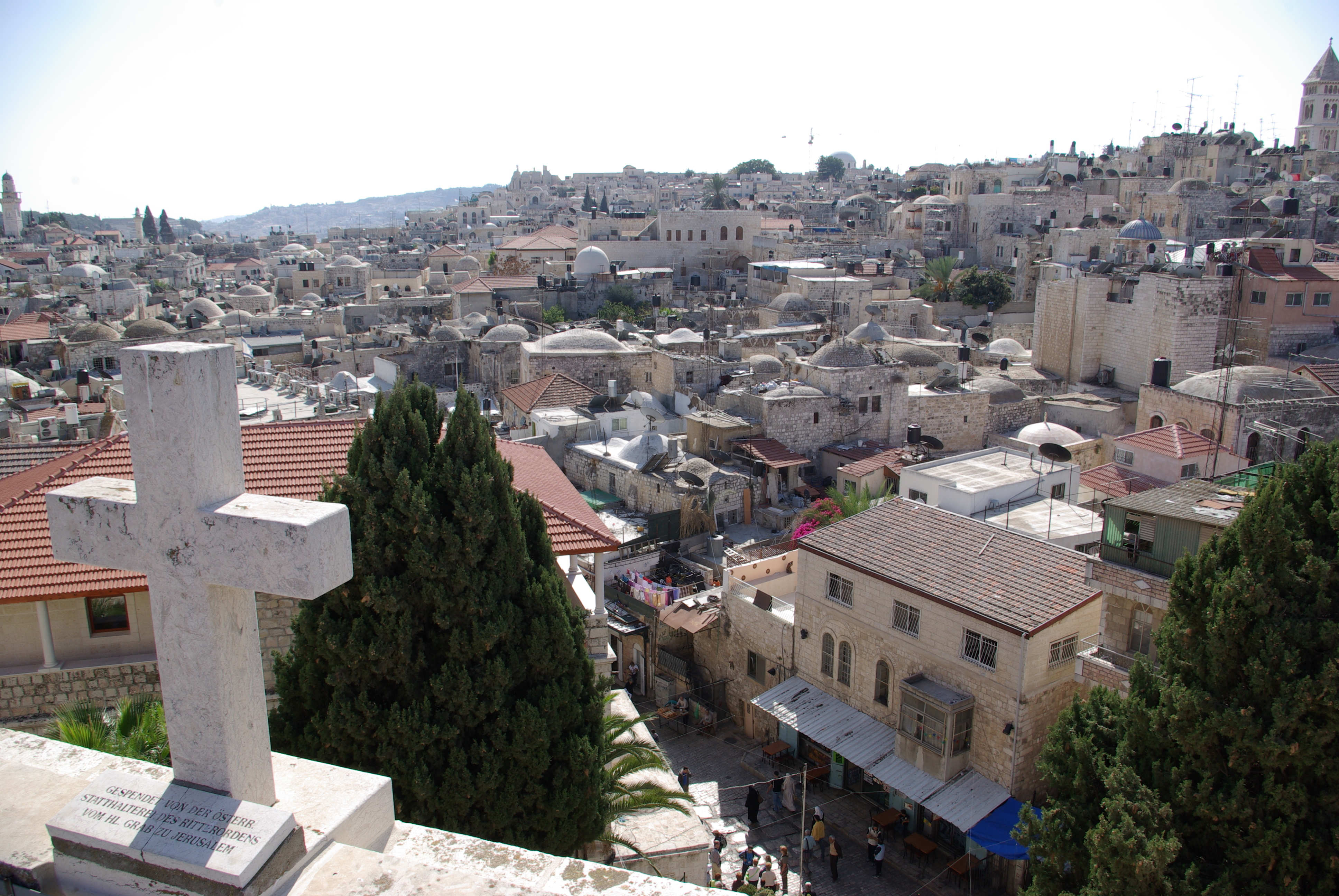
La Città Vecchia di Gerusalemme. La città fu terra di contesa durante la crociata dei baroni

La decisione di sbarcare a San Giovanni d'Acri e non a Tiro fu presa per motivi politici. Il legittimo re di Gerusalemme era allora il bambino-re Corrado II, per il quale il padre, l'imperatore Federico II, rivendicava la reggenza nominale. Tuttavia, la nobiltà e il clero di Gerusalemme, rappresentati nell'Alta Corte, si erano opposti aspramente all'imperatore per anni scatenando la guerra dei lombardi e gli negavano il diritto alla reggenza. Essi avevano stabilito un proprio governo ad Acri, mentre il governatore imperiale Riccardo Filangieri poteva resistere solo a Tiro. Essendo già ostacolati dall'imperatore al momento della partenza per l'Europa, i crociati decisero deliberatamente di navigare verso Acri, poiché solo lì potevano aspettarsi un serio sostegno da parte dei baroni. In quel frangente furono presto radunati mille cavalieri, ma la città non era in grado di ospitare tutti i crociati arrivati, tanto che alcuni dovettero soggiornare fuori dalle mura accampandosi.
Prima di intraprendere la lotta contro gli Ayyubidi, i crociati e i cavalieri del regno di Gerusalemme negoziarono l'organizzazione e la pianificazione della guerra in un consiglio congiunto. A guidare la crociata fu selezionato Teobaldo di Champagne, che era tra l'altro il più alto in grado tra i crociati in quanto re di Navarra. Nei negoziati si poté ottenere anche l'appoggio militare dei tre grandi ordini cavallereschi, i Templari, gli Ospitalieri e i Cavalieri teutonici.
La selezione di un bersaglio adatto era molto più difficile a causa delle complesse relazioni politiche all'interno della dinastia ayyubide. Dalla morte del sultano al-Kamil Muhammad I, avvenuta nel marzo del 1238, era in corso una costante guerra fratricida tra i membri della sua famiglia per il potere in Egitto e in Siria. In quel momento il sultano al-Adil Abu Bakr II governava al Cairo, ma il suo governatore a Damasco simpatizzava per il fratellastro al-Salih Ayyub. Quest'ultimo aveva invaso la fragile Gerusalemme con il suo esercito nelle settimane precedenti ed era allora accampato vicino a Nablus, motivo per cui i crociati lo consideravano l'avversario più pericoloso. Altri due importanti avversari furono il signore di Kerak, an-Nasir Dawud, e il signore di Baalbek, as-Salih Ismail. Inoltre, c'erano gli emiri ayyubidi a Homs, Aleppo e Hama, ognuno dei quali perseguiva i propri interessi politici. Sempre nei giorni di settembre, la situazione cambiò quando as-Salih Ayyub fu consegnato ad an-Nasir Dawud a Kerak e imprigionato dopo un tradimento all'interno del suo esercito. Questo fatto fu immediatamente sfruttato da as-Salih Ismail, che si impadronì della città di Damasco. Poiché lo stesso an-Nasir Dawud aspirava a governare Damasco, ora si alleò con al-Adil Abu Bakr II per agire contro as-Salih Ismail.
Il Consiglio dei Crociati fu indeciso, trascorse tutto il mese di settembre e ottobre in dibattiti infruttuosi. La situazione geopolitica del mondo musulmano era confusa, ma i cristiani avrebbero potuto approfittare dell'arrivo dei loro rinforzi «come un elemento di peso nelle trattative per ottenere importanti concessioni dall'una o dall'altra delle fazioni rivali». Questa linea tuttavia non prevalse e si decise infine, il 2 novembre 1239, di marciare verso sud lungo la costa per ricostruire la cittadella di Ascalona. L'esercito crociato a quel tempo comprendeva 4 000 cavalieri, di cui circa la metà erano arruolati dai baroni francesi, l'altra metà dai baroni di Outremer e dagli ordini cavallereschi. La fortezza di Ascalona doveva fornire copertura alla contea di Giaffa contro gli attacchi provenienti dall'Egitto. I crociati intendevano attaccare Damasco dopo essersi assicurati il fianco meridionale ad Ascalona.

### Fallimento militare

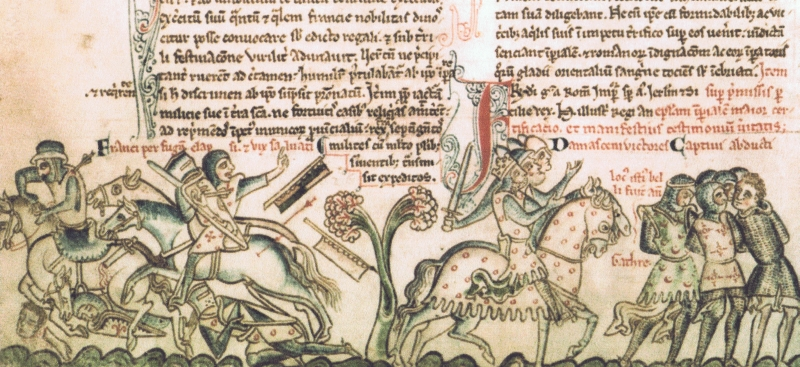
Illustrazione che ritrae una battaglia combattuta tra i crociati e i musulmani a Beit Hanoun nel 1239

Durante la marcia verso sud, la mancanza di autorità di Teobaldo come capo militare e la generale mancanza di disciplina all'interno dell'esercito divennero evidenti. Lungo il tragitto, Pietro I Mauclerc partì con alcune truppe per attaccare una carovana diretta a Damasco, ottenendo un ricco bottino dopo un duro scontro. I conti di Bar, Montfort e Giaffa (quest'ultimo il conte Gualtieri IV di Brienne), così come alcuni altri condottieri, lo presero a modello dopo aver appreso a Giaffa della presenza dell'esercito del sultano d'Egitto, accampato nei pressi di Gaza. Contrariamente agli ordini espliciti di Teobaldo, che intendeva condurre l'esercito unito verso Ascalona ed era stato per questo da taluni accusato di codardia, una forza di circa 400 cavalieri si staccò per marciare immediatamente contro gli egiziani. Nella successiva battaglia di Gaza del 13 novembre subirono una cocente e per loro inattesa sconfitta, il conte di Bar cadde, circa ottanta cavalieri furono fatti prigionieri e solo in pochi riuscirono a fuggire. Quando Teobaldo, chiamato in aiuto, raggiunse il campo di battaglia con l'esercito principale, gli egiziani si ritirarono a Gaza. Egli intendeva inseguire il nemico, ma fu trattenuto dai gran maestri degli ordini cavallereschi, preoccupati per la vita dei cavalieri fatti prigionieri e giudicando privo di possibilità di successo il piano di Teobaldo. Quest'ultimo si spostò quindi con l'esercito principale ad Ascalona, dove si accampò e, pochi giorni dopo, i crociati marciarono lungo la costa fino a Giaffa e poi tornarono ad Acri. I prigionieri furono poi massacrati il 13 novembre. L'unico successo di questa mossa fu la ritirata dell'esercito musulmano in Egitto, che precludeva l'intervento del sultano in Siria.
Le ragioni della ritirata dei crociati non sono chiare: le perdite non avevano indebolito in modo decisivo l'esercito crociato; i fattori decisivi furono probabilmente i conflitti tra i crociati francesi da un lato e i baroni e gli ordini cavallereschi locali dall'altro. Questi ultimi erano entrambi interessati a proteggere i propri beni e a non sfidare inutilmente i musulmani. I gran maestri degli ordini cavallereschi ritenevano insensato inseguire l'esercito del sultano nell'entroterra egiziano, rischiando l'esercito principale per la vaga possibilità di liberare i prigionieri. Inoltre, alcuni baroni locali, soprattutto gli Ibelin e Odo di Montbéliard, erano intenzionati a riprendere presto la guerra civile contro il governatore imperiale a Tiro.
Nel frattempo, la sconfitta di Gaza, e ancor più l'incursione nella sua carovana, provocarono la reazione del re della Transgiordania an-Nasir Dawud, che occupò la Gerusalemme, insufficientemente protetta, e il 7 dicembre costrinse all'abbandono della cittadella di Davide. Dopo aver permesso all'occupazione cristiana di uscire liberamente, distrusse le rimanenti difese della città e si ritirò a Kerak.
Tornato a San Giovanni d'Acri, nella primavera del 1240 Teobaldo ricevette un'offerta di alleanza dall'emiro ayyubide di Hama, al-Muzaffar Mahmud. Quest'ultimo era un nemico di as-Salih Ismail e sperava di ottenere il controllo di Damasco con l'aiuto dei crociati. Teobaldo marciò quindi verso Tripoli per unirsi alle truppe dell'emiro. All'ultimo momento, però, l'emiro annullò l'alleanza dopo le pressioni esercitate dagli emiri di Homs e Aleppo e propose una tregua. Deluso e ormai considerato impopolare, Teobaldo dovette marciare di nuovo verso Acri nel maggio del 1240. Nel frattempo era arrivato il nuovo patriarca latino di Gerusalemme, Roberto di Nantes.

### Successi diplomatici
Nel frattempo, la situazione da parte musulmana era cambiata di nuovo dopo che an-Nasir Dawud aveva interrotto l'alleanza con il sultano al-Adil Abu Bakr II d'Egitto. An-Nasir Dawud sperava di ricevere dal Sultano il controllo di Damasco se avesse invaso la Siria. Poiché il sultano si era ritirato in Egitto dopo la battaglia di Gaza, queste ambizioni erano state frustrate. Il signore di Kerak liberò quindi il suo prigioniero as-Salih Ayyub e si alleò con lui contro al-Adil. Mentre entrambi erano ancora in marcia verso il Cairo, il sultano fu rovesciato dai suoi stessi ministri di corte e as-Salih Ayyub fu proclamato nuovo sultano d'Egitto nel giugno del 1240.
Poiché il nuovo sultano rivendicava anche il dominio su Damasco per trasferirlo ad an-Nasir Dawud, il sovrano del luogo, as-Salih Ismail, si rivolse a Teobaldo proponendogli un'alleanza. In un incontro faccia a faccia a Seffori, i due concordarono un'alleanza difensiva contro il sultano. Mentre Teobaldo garantiva la protezione del confine meridionale con l'Egitto attraverso il regno di Gerusalemme, ricevette dall'emiro i castelli di Safed e Beaufort insieme alle terre intermedie. Poiché l'emiro di Damasco era in debito con i Templari, Safed doveva essere consegnata loro come risarcimento, mentre il dominio su Beaufort fu trasferito a Baliano di Sidone.
Le condizioni ricevettero delle critiche da ambo le parti. Mentre da parte musulmana l'Imam della Grande Moschea di Damasco andò volontariamente in esilio al Cairo, da parte cristiana il favoritismo dei Templari suscitò lo scontento dell'Ordine di San Giovanni. I Cavalieri di San Giovanni contattarono il sultano as-Salih Ayyub e negoziarono con lui il proprio trattato a nome del regno di Gerusalemme. In cambio della fine dell'alleanza con il signore di Damasco e dell'assicurazione della neutralità, il sultano offrì la liberazione dei prigionieri di Gaza e la resa di Ascalona. Il Gran Maestro dei Cavalieri di San Giovanni firmò questo patto con gli inviati del sultano ad Ascalona.
Ancora una volta, l'equilibrio di potere ayyubide si spostò, favorendo i cristiani. An-Nasir Dawud aveva abbandonato l'alleanza con as-Salih Ayyub dopo che anche quest'ultimo non era disposto a sostenerlo nelle sue ambizioni per Damasco. Per assicurarsi contro i due cugini di Damasco e del Cairo, an-Nasir Dawud cercò un proprio accordo con i cristiani e volle conquistarli come alleati. Nell'agosto del 1240, quindi, cedette loro la Galilea Orientale, che aveva precedentemente sottratto ad as-Salih Ismail, compresi i castelli di Tiberiade e Tabor.

### La partenza di Teobaldo
I grandi guadagni territoriali ottenuti dai trattati da parte dei cristiani portarono a tensioni tra di loro. Alcuni ordini cavallereschi erano infatti rimasti uniti nei decenni precedenti soltanto per via del comune sentimento di diffidenza verso Federico II. Mentre i Templari e la maggior parte dei baroni sostenevano un'alleanza con Damasco, tradizionalmente alleata contro l'Egitto, i Cavalieri di San Giovanni erano favorevoli al trattato che avevano negoziato con il Cairo. Lo stesso Teobaldo abbandonò il trattato che aveva negoziato con Damasco e riconobbe l'accordo con l'Egitto, causando così ancora più confusione e discordia tra i cristiani. Allo stesso tempo, questa manovra rischiava di provocare una rottura sia con Damasco che con il Cairo.
Con il suo esercito, Teobaldo si spostò infine ad Ascalona per iniziare a riparare le difese fatiscenti.  Scaduto il suo voto di crociata e stanco delle continue turbolenze politiche, divenne l'ultimo re cristiano del Medioevo a compiere un breve pellegrinaggio ai luoghi santi di Gerusalemme, insieme a Pietro Mauclerc, e partì per la Francia con la maggioranza dell'esercito crociato da Acri all'inizio di settembre del 1240. Solo il duca di Borgogna, che dirigeva i lavori di costruzione ad Ascalona, e il conte di Nevers, che si unì al gruppo dei Templari, rimasero indietro.

## La crociata di Riccardo

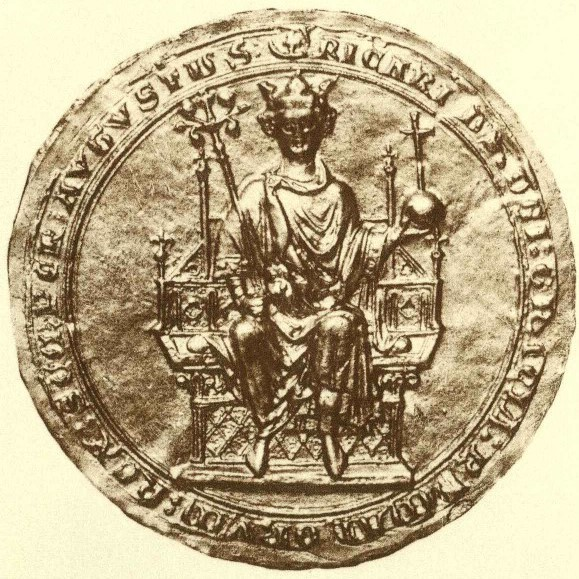
Riccardo di Cornovaglia, fratello del re Edoardo I. Fu lui che capeggiò gli aristocratici inglesi giunti in Terra Santa nell'ottobre del 1240

Il fratello del re Edoardo I, Riccardo di Cornovaglia, aveva già preso la croce nel 1236 insieme a diversi altri baroni d'Inghilterra, tra cui Guglielmo Longespée di Salisbury e Gilbert Marshal. Tuttavia, poiché in quel momento era ancora in vigore la tregua di Giaffa, non c'era occasione di recarsi a Outremer e vari eventi in Inghilterra ritardarono ulteriormente la partenza di Riccardo. Il papa aveva peraltro sconsigliato Riccardo di partire, invitandolo a prodigarsi per ripristinare l'ordine in territorio inglese in virtù di una situazione politica interna molto tesa. Riccardo tuttavia rifiutò di dare seguito al suggerimento del pontefice e, radunato un esercito di cavalieri inglesi in parallelo con i francesi nell'estate del 1239, giurò solennemente assieme a loro di partecipare alla crociata a Northampton il 12 novembre, prima di salpare. Riuscì ad arruolare per la crociata, tra gli altri, il cognato Simone V di Montfort mentre Gilbert Marshal annullò la sua partecipazione. La partenza degli inglesi fu ritardata di un altro anno, in parte a causa della morte della moglie di Riccardo, Isabella di Pembroke, e solo nel giugno del 1240 attraversarono la Francia. Attraverso Parigi e la valle del Rodano, si spostarono a Marsiglia, da dove si recarono in Terra Santa via mare, come avevano fatto i francesi in precedenza. Vari baroni si regolarono pressoché in maniera autonoma, a testimonianza della scarsa coesione che vi era tra l'aristocrazia locale. L'8 ottobre 1240, pochi giorni dopo la partenza di Teobaldo, Riccardo raggiunse Acri.
Al suo arrivo, Riccardo trovò i cristiani alle prese con l'inizio di una vera e propria guerra civile. La crociata di Teobaldo, militarmente fallimentare, aveva intensificato la disputa tra i cristiani di Outremer per stabilire se la corona di Gerusalemme spettasse all'imperatore Federico II o ai nobili locali. I Cavalieri di San Giovanni si erano schierati con il governatore imperiale residente a Tiro, che era sempre stato sostenuto anche dai Cavalieri teutonici. I Templari, a loro volta, godevano del sostegno dei baroni locali, in particolare del conte Gualtieri di Giaffa, così come del clero. Inoltre, i capi degli ordini cavallereschi non erano d'accordo se gli Stati crociati dovessero allearsi con i musulmani d'Egitto o con quelli di Damasco. Riccardo di Cornovaglia, a differenza di Teobaldo, godeva del pieno appoggio dell'imperatore, che era suo cognato. Da lui aveva ricevuto l'autorizzazione a concludere trattati con i musulmani a suo nome, poiché l'imperatore si considerava ancora il legittimo reggente del regno di Gerusalemme nonostante fosse lontano da esso.
Tuttavia, Riccardo cercò di rimanere fuori dalle lotte di potere all'interno degli Stati crociati e si trasferì prima ad Ascalona per sostenere il duca di Borgogna nell'espansione delle fortificazioni. Nell'aprile del 1241 vi ricevette gli emissari del sultano egiziano as-Salih, con il quale confermò la tregua conclusa dal conte Teobaldo il 23 aprile 1241. In seguito alla tregua, gli egiziani rilasciarono alcuni francesi catturati. Poi consegnò Ascalona a un consigliere del partito imperiale. Durante il suo soggiorno, tuttavia, non ci furono scontri con i musulmani, poiché gli Ayyubidi si trovavano in un equilibrio instabile tra loro, che nessuno voleva mettere in pericolo con una nuova campagna militare.

## Fine della crociata e conseguenze

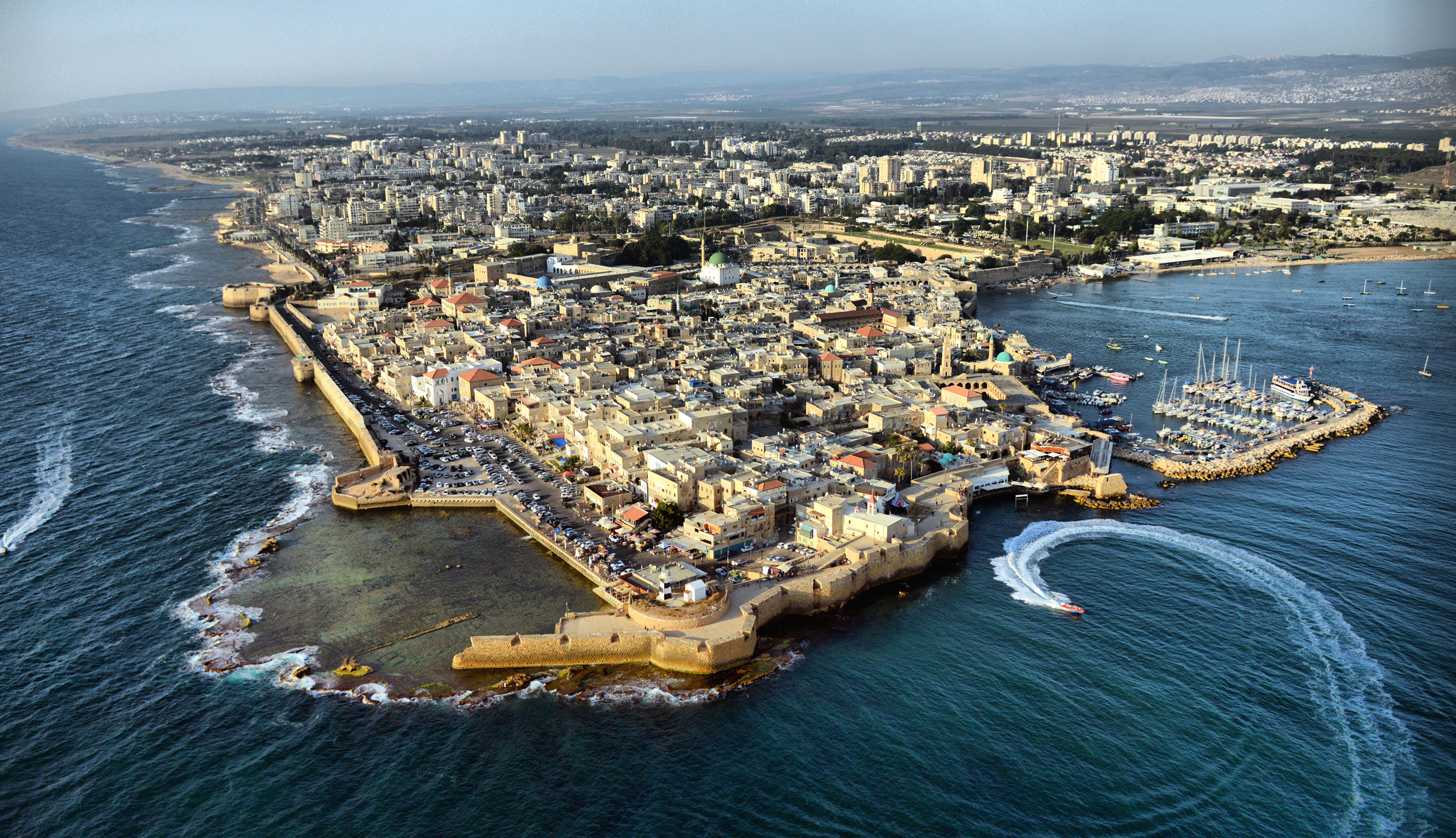
San Giovanni d'Acri oggi, da cui partirono le principali spedizioni militari organizzate nel corso della crociata dei baroni

Riccardo di Cornovaglia attese la liberazione degli ultimi prigionieri di Gaza e poi, scaduti i voti, partì da San Giovanni d'Acri verso casa con la maggior parte dei suoi cavalieri il 3 maggio 1241. Lasciò un regno di Gerusalemme diviso al suo interno, ma favorito dai regni musulmani divisi, riuscendo ad ottenere un successo diplomatico. Grazie ai negoziati, il regno di Gerusalemme aveva raggiunto la sua massima espansione territoriale dal 1187 e il fiume Giordano costituiva nuovamente il confine orientale del regno.
Per alleggerire la tesa situazione politica interna del regno di Gerusalemme, i baroni del regno scrissero all'imperatore Federico II chiedendo la nomina a reggente di Simone di Montfort, che a quanto pare si trovava ancora nel regno. Essi ritenevano di aver trovato in lui un candidato di compromesso accettabile per loro e per l'Imperatore, poiché non era stato scomunicato dal papa ed era imparentato per matrimonio con l'Imperatore. Inoltre, Montfort aveva un forte sostegno familiare in Terra Santa con il cugino Filippo di Montfort. L'imperatore, tuttavia, respinse la richiesta e rimase fedele alla linea della sua reggenza personale, e anche Montfort si mise in viaggio verso casa.
Nel 1243, i baroni riuscirono a cacciare militarmente il governatore imperiale da Tiro e poterono così eleggere la propria reggente, Alice di Champagne, cugina di Teobaldo IV, che ristabilì in gran parte la pace interna del regno. Si cercò quindi un'alleanza più stretta con as-Salih Ismail di Damasco contro il sultano as-Salih Ayyub d'Egitto. Quest'ultimo reclutò dei guerriglieri della Corasmia, nel nord della Siria, per combattere lo zio Ismail, che devastò la Siria e si spostò in Palestina nel 1244, dove saccheggiò Tiberiade. In seguito occuparono e saccheggiarono una Gerusalemme non fortificata senza alcuna missione effettiva ed espulsero i cristiani presenti. L'anno successivo, lo stesso As-Salih Ayyub si trasferì nella città, che fu così definitivamente persa dai crociati. Questi ultimi si allearono poi con as-Salih Ismail e furono sconfitti nella battaglia di La Forbie da as-Salih Ayyub, che nel 1245 conquistò anche Damasco e riunì in gran parte l'Impero ayyubide sotto la sua egemonia.
Così, gli Stati crociati videro nuovamente minacciata la loro esistenza. Per scongiurare l'imminente caduta del dominio cristiano, nel 1248 il re Luigi IX di Francia guidò una nuova grande crociata in Oriente, che nel computo tradizionale viene solitamente indicata come la settima crociata.

### Fonti primarie
- Guillaume de Nangis, Gesta Sancti Ludovici, in M. Daunou (a cura di), Recueil des Historiens des Gaules et de la France, vol. 20, 1840,  pp. 328-332.

### Fonti secondarie
- (EN) Peter Jackson, The Crusades of 1239–1241 and their Aftermath, in Bulletin of the School of Oriental and African Studies, vol. 50, n. 1, 1987,  pp. 32-60, ISSN 0041-977X (WC · ACNP).
- (EN) Michael Lower, The Barons' Crusade: A Call to Arms and Its Consequences, University of Pennsylvania Press, 2013, ISBN 978-08-12-20267-0.
- Jean Richard, La grande storia delle crociate [Histoire de Croisades], collana Il Giornale: Biblioteca Storica, traduzione di Maria Pia Vigoriti, vol. 2, Mondadori, 1999, ISBN 977-11-24-88317-6.
- Steven Runciman, Storia delle Crociate, traduzione di A. Comba e E. Bianchi, Einaudi, 2005, ISBN 978-88-06-17481-1.
- (EN) Kenneth M. Setton, Robert Lee Wolff e Harry W. Hazard, The Crusade of Theobald of Champagne and Richard of Cornwall, 1239–1241, in A History of the Crusades, 2. The Later Crusades, 1189–1311, Madison, University of Wisconsin Press, 2006,  pp. 463-486, ISBN 0-299-04844-6.

| Controllo di autorità | LCCN (EN) sh2005000549 · BNF (FR) cb15049721r (data) · J9U (EN, HE) 987007537572505171 |